# Sony Alpha 7
NEX-7 α 7 II
Le Sony Alpha 7 (typographié α 7) est un appareil photographique hybride semi-professionnel plein format  de 24,3 millions de pixels, équipé de la monture E commercialisé par Sony en octobre 2013. Il est le premier appareil compact à objectif interchangeable équipé du format 35 mm. Il remplace le NEX-7 en tant que haut de gamme semi-professionnel des hybrides de Sony. Deux versions plus haut de gamme existent, l'α 7R, proposant un capteur de 36,4 millions de pixels sans filtre passe-bas et l'α 7S qui propose un capteur de 12,2 millions, offrant une très grande sensibilité et une capacité de filmer en 4K. Son successeur est l'α 7 II.

## Présentation
Le Sony Alpha 7 est officieusement présenté en avril 2013 par Sony, lors d'un événement spécial organisé par le NAB (National Association of Broadcasters) à Las Vegas, sous la forme d'un prototype ressemblant à un petit reflex. Il est officiellement présenté le 16 octobre 2013. Il est lancé à 1 500 € nu et 1 800 € en kit avec le zoom 28-70 mm, ce qui en fait alors l'appareil numérique plein format le moins cher du marché et le premier proposé sous la barre des 2 000 € avec un kit complet,.
Portant la nomenclature ILCE, il introduit une nouvelle série d'appareils hybrides qui participe de la politique de Sony, consistant à recentrer sa gamme et abandonner la dénomination NEX.

## Design

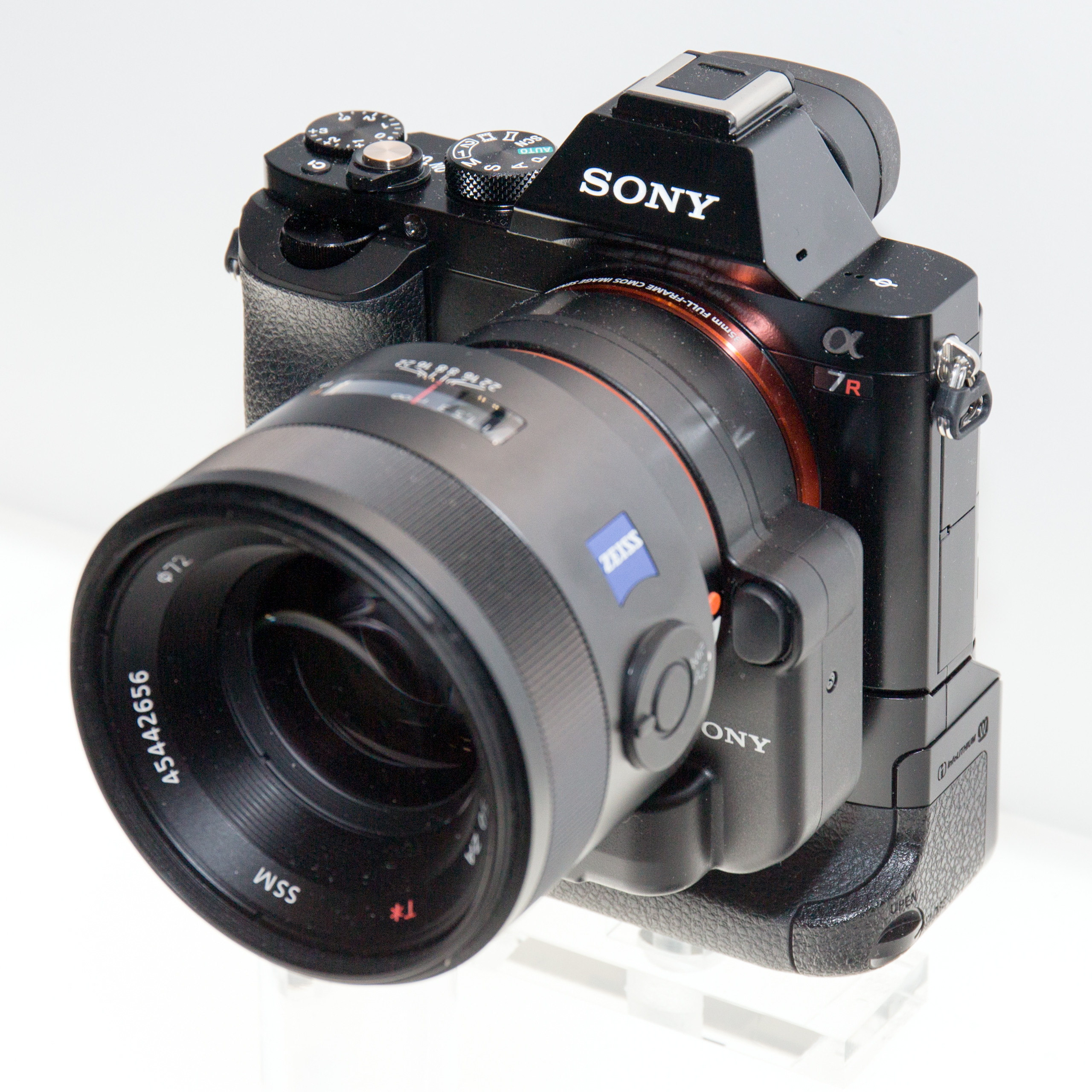
Un Alpha 7R avec le grip VG-C1EM et l'adaptateur de monture A avec miroir et auto-focus intégrés.

L'alpha 7 possède une forme globale proche du NEX-7, mais plus volumineux et cubique, il est surmonté d'un viseur électronique proéminent et possède plus de commandes que le NEX.
Tout comme la série RX puis les Alpha A5000 et 6000, il hérite de l'interface que Sony souhaite étendre à l’ensemble de la gamme. Elle se présente sous la forme de listes déroulantes à la verticale et à l'horizontale, marquées par les couleurs noire, orange et blanche.
Les appareils de la série 7 disposent d'un grip additionnel (VG-C1EM) comme pour les appareils reflex professionnels compacts ou semi-pros. Il permet d'inclure deux batteries pour doubler l'autonomie mais aussi d'offrir une ergonomie plus confortable en position verticale.

## Caractéristiques techniques
L'Alpha 7 est équipé de la monture E qui est identique à celle de la gamme NEX, mais comme les objectifs destinés à ces appareils ne couvrent pas le plein format, l’appareil effectue automatiquement un recadrage au niveau du capteur pour que celui-ci adopte la forme d'un capteur APS-C. Les objectifs adaptés au plein format se distinguent par appellation « FE ». Le boîtier reçoit un capteur de type CMOS Exmor au format 35 mm de 24,3 millions de pixels, dont la gamme de sensibilité s'étend de 50 à 25 600 ISO. La rafale s'élève 4,5 i/s. L'appareil peut filmer en 1080p à 50 i/s. Il utilise le microprocesseur Bionz X pour le traitement de l'image.

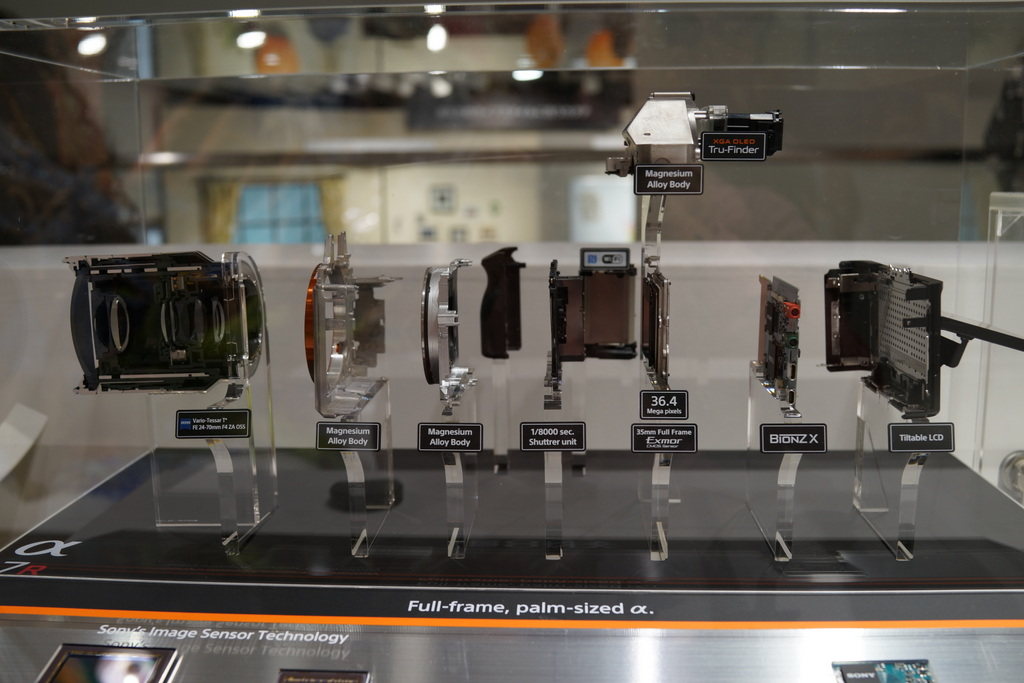
Vue éclatée du A7.
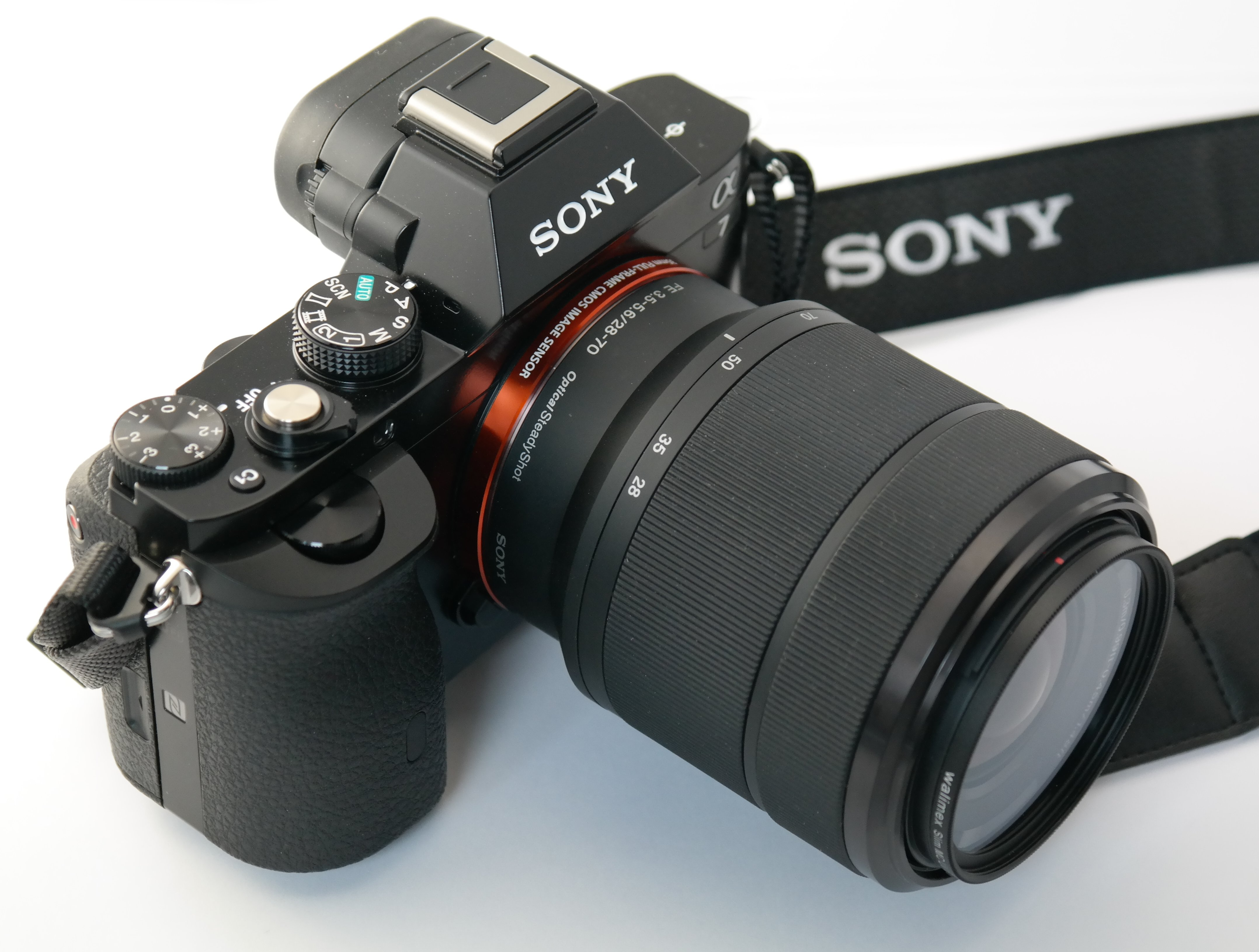
Un Alpha 7 équipé de l'objectif de kit (28-70 mm).

## Autres versions

### Alpha 7R
Une version plus haut de gamme et davantage tournée vers un usage professionnel, appelée α 7R, équipée d'un capteur sans filtre passe-bas de 36,4 millions de pixels, est proposée en parallèle, à un prix supérieur. La rafale passe à 5 i/s. Il est commercialisé 2 100 €, sans objectif.

### Alpha 7S
Une autre version orientée vers la vidéo, basée sur l'Alpha 7 et capable de filmer en 4K à 24/25/30 i/s, est présentée le 6 avril 2014 à la NAB de Las Vegas. Dénommé Alpha 7S (pour « Sensitivy mastered » évoquant sa forte sensibilité en basse lumière), il dispose d'un nouveau capteur de 12,2 millions de pixels permettant une meilleure fluidité, une plus grande gamme dynamique (15,3 EV) ainsi qu'une meilleure gestion du bruit numérique, sa sensibilité peut atteindre 409 600 ISO (comme le Nikon D4S). L’appareil est également capable de filmer en 1080p à une cadence de 60 i/s et en 720p à 120 i/s. L'enregistrement vidéo en 4K nécessite un enregistreur externe 4:2:2 relié en HDMI,. Contrairement aux deux autres versions, l'Alpha 7S est fabriqué en acier inoxydable. Il est commercialisé en juillet 2014 à un prix de 2 400 € nu. Les photos peuvent être capturées de façon totalement silencieuses grâce à un obturateur électronique.

### Hasselblad Lusso
Le 13 juin 2015, les premières images du Hasselblad Lusso fuitent sur le site internet d'Hasselblad Chine. Il s'agit d'une version luxueuse de l'A7R légèrement redessiné. Il est construit avec une poignée bois précieux (noyer Canaletto). Il est commercialisé à Hong Kong en kit avec le 28-70 mm au prix de 40 000 dollars de Hong Kong, soit 4 600 €.

## Accueil
| Forum         | Note                         |
| ------------- | ---------------------------- |
| LesNumeriques | 5/5 4/5 (R) 5/5 (S)          |
| DxO Labs,     | 90/100 95/100 (R) 87/100 (S) |

Le site Les Numériques décerne 5 étoiles à l'Alpha 7, relevant en points positifs l'excellente qualité des images, la personnalisation poussée, l'écran inclinable, la connexion Wi-Fi, le bon autofocus, la griffe flash évolutive, le mode vidéo complet et performant ainsi que le viseur électronique confortable. En points négatifs, le site fait état d'une faible autonomie des batteries, de la qualité décevante du zoom de kit ainsi que l'absence de flash intégré et d'écran tactile.
L'Alpha 7R se voit décerner 4 étoiles, relevant les mêmes points positifs que l'A7 avec en plus une qualité et une résolution d'image accrue par le capteur de 36 millions de pixels sans filtre passe-bas. En revanche, l'autofocus et le démarrage plus lent ainsi que la lourdeur des fichiers sont des points négatifs.
En 2014, l'A7R reçoit le prix TIPA du meilleur hybride professionnel.
L'Alpha 7S se voit, quant à lui, décerner 5 étoiles.

## Défaut des fuites de lumière
L'Alpha 7 est touché par un défaut au niveau de la baïonnette à objectif défectueuse qui laisse passer de la lumière dans certaines conditions, en particulier les poses longues avec une lumière braquée sur la bague de monture. La fuite est davantage visible avec le bouchon qu'avec un objectif,.

## Concurrence
En 2013 et 2014, les Sony A7 sont les seuls hybrides plein format du marché, ils n'ont donc pas de concurrents directs dans cette catégorie d’appareils. En revanche, de nombreux reflex plein format existent à ce moment-là. La série A7 se place donc comme une alternative avec un poids, un encombrement et un prix réduits grâce à la surpression de la visée reflex remplacée par une visée électronique,.
Au niveau des performances ainsi que du positionnement marketing et tarifaire, l'A7 se place en concurrence des Nikon D610 et Canon EOS 6D qui sont des reflex destinés aux amateurs experts et passionnés, tandis que l'A7R rivalise avec des reflex destinés aux professionnels, mais de type « compacts » comme le Canon EOS 5D Mark III et le Nikon D800, en particulier dans sa version E, sans filtre passe-bas. Quant à l'A7S, qui offre des performances élevées en sensibilité, dynamique et vidéo (4K, slow motion en 720p...), il se place comme une alternative du Canon EOS-1D C (orienté vidéo, dont 4K) et plus indirectement du Nikon D4S mais aussi du Panasonic Lumix GH4 qui est alors le seul autre appareil hybride à proposer la 4K, bien que ce soit un appareil au format Micro quatre tiers (surface de capteur 3,6 fois plus petite).

## Remplacement
Une version « II » de l'Alpha 7 sort en janvier 2015, lancée plus chère que la première, ses principales nouveautés sont une stabilisation 5 axes, un autofocus amélioré et une ergonomie revue avec un grip plus volumineux.
L'A7R est remplacé par l'A7R II en août 2015, cette version reprend la base de l'A7 II et ajoute un capteur rétroéclairé de 42,4 millions de pixels d'une sensibilité de 102 400 ISO.
L'A7S est remplacé par l'A7S II fin 2015, cette version reprend le boîtier de l'A7R II et intègre l'électronique de l'A7S.